# Jean-Jacques Berger
Pour les articles homonymes, voir Berger.
 (mai 2025).
Jean Jacques Berger (1790-1859) fut député de 1837 à 1849, préfet de la Seine du 20 décembre 1848 au 22 juin 1853 et sénateur de 1853 à 1859.

## Biographie
Jean-Jacques Berger est né à Thiers, Puy-de-Dôme le 21 juin 1790. Il a fait des études de droit et a exercé la profession d'avoué à Paris. Ayant pris une part active à la Révolution de 1830, il a été nommé maire du deuxième arrondissement (de l'époque). N'étant pas en accord politique avec le pouvoir, il fut destitué de ses fonctions.
Le 4 novembre 1837, Berger est élu député dans le Puy-de-Dôme. À la Chambre, il faisait partie de l'opposition à la dynastie. Il reprit ses fonctions de maire du deuxième arrondissement en 1847. Il  participa activement aux banquets qui ont mené à la Révolution de février 1848 puis fut élu représentant du peuple du département de la Seine.
Berger a soutenu la candidature de Louis-Napoléon Bonaparte à l'élection présidentielle de décembre 1848. À la suite de la victoire de Louis-Napoléon, il fut nommé préfet de la Seine le 20 décembre 1848. À nouveau représentant du Puy-de-Dôme après les élections législatives de mai 1849, il a soutenu la politique du Prince-Président et encouragé le coup d'état du 2 décembre 1851.
En tant que préfet de la Seine, Berger a fait réaliser des travaux d'empierrement des quais et de canalisation de la Seine et a commencé la mise en œuvre de plusieurs projets d'urbanisme lancés avant son arrivée : prolongement de la rue de Rivoli, reconstruction des Halles de Paris et dégagement du Louvre et de l'Hôtel de ville, ainsi que le réaménagement du Bois de Boulogne voulu par Napoléon. Cependant, sa réticence à engager les moyens financiers nécessaires à des travaux d'ampleur combinée avec des aléas d'exécution ont conduit Louis-Napoléon, désormais empereur, à se séparer de lui. Il fut remplacé par le préfet de la Gironde, Georges-Eugène Haussmann, le 23 juin 1853. Berger, lui, fut nommé sénateur.
Jean-Jacques Berger est mort le 8 novembre 1859 à Paris.  Une rue du quartier des Halles à Paris porte son nom.
Jean-Jacques Berger est le père du Jacques-Guillaume-Léon Berger, préfet de l'Indre en 1851-1852.

## Sources
- Louis d'Haucour, L'hôtel de ville de Paris à travers les siècles, V. Giard et E. Brière, Paris, 1900.
- « Jean-Jacques Berger », dans Adolphe Robert et Gaston Cougny, Dictionnaire des parlementaires français, Edgar Bourloton, 1889-1891 [détail de l’édition]